# Venta de San Vicente
Venta de San Vicente es una localidad de la provincia de Ávila en la comunidad de Castilla y León, perteneciente al municipio de Tolbaños.
La Venta de San Vicente se encuentra a medio camino entre las poblaciones de Tolbaños y de Gallegos de San Vicente en una penillanura elevada con afloramientos graníticos, poblada de encinas y monte bajo de singular y discreta belleza. 
En conjunto no llegan a veinte casas las que formaron parte de la localidad, una de ellas, la casa del curato, de superior construcción aunque hoy en ruinas. Hasta los años noventa del siglo XX los caminos que llegan a la población no fueron asfaltados. La Venta fue en tiempos el centro de una comunidad de los pequeños núcleos de población que hoy conforman el municipio de Tolbaños gracias a su iglesia del siglo XV que se conserva en buen estado. El pueblo no está abandonado ni deshabitado.
Prestación de servicios mínimos municipales esenciales para la vida digna.
La Venta de San Vicente ha sido el primer núcleo de población que ha obtenido una sentencia favorable condenando al ayuntamiento del que depende a la implantación obligatoria de los servicios mínimos municipales. Conforme a la normativa de régimen local española (Ley 7/1985, de 2 de abril), todos los vecinos de un municipio tienen derecho a una serie de servicios que deben ser prestados por su ayuntamiento. Un vecino de la Venta de San Vicente (que pertenece al ayuntamiento de Tolbaños de poco más de 100 habitantes) obtuvo en el año 2005 una sentencia del Tribunal Superior de Justicia en la que condenaba al ayuntamiento a prestarle los servicios de abastecimiento de agua potable, alcantarillado y pavimentación de acceso rodado
Esta sentencia ha sido la precursora de muchas otras a lo largo de los últimos años con igual fin y fundamento (la obligación de prestar los servicios básicos y esenciales a todos los vecinos sin importar que no sea "rentable" económica o políticamente).

## Imágenes de la localidad

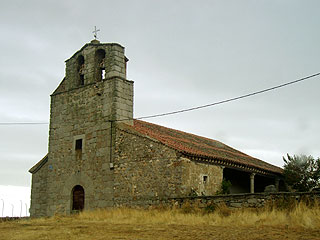
Vista de la iglesia de la Venta de San Vicente.
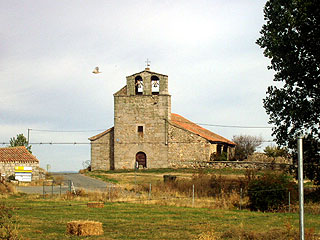
Vista de la iglesia de la Venta de San Vicente.
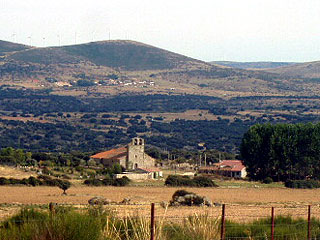
Vista de la Venta de San Vicente desde el camino de San Esteban de los Patos.